# John Gorton
Sir John Gorton (9 de septiembre de 1911-19 de mayo de 2002) fue un político australiano, que ocupó el cargo de primer ministro de Australia y se desempeñó como ministro de diversas áreas de otros gobiernos. 
Llegó al cargo tras su elección como líder del Partido Liberal de Australia, habiéndose desaparecido Harold Holt en diciembre de 1967, mientras se encontraba nadando. Su asunción como tal se dio en calidad de miembro del Senado australiano, único caso en la historia del país, donde tradicionalmente  corresponde a la cámara baja. 
Llevó a cabo un gobierno de coalición, lo que lo llevó al partido a triunfar en las elecciones de 1969. Sin embargo, las diversas disputas internas de su partido, llevaron a Gorton a renunciar a la dirección de tal y fue sucedido por su extesorero, William McMahon, en marzo de 1971.

## Distinciones
- Caballero Gran Cruz de la Orden de San Miguel y San Jorge Knight Grand Cross of the Order of St Michael and St George (GCMC)– 12 de junio de 1977. [1][nota 1]
- Compañero de la Orden de Australia. Companion of the Order of Australia (AC) – 13 de junio de 1988. [4]
- Orden de los Compañeros de Honor. Order of the Companions of Honour (CH) – 12 de junio de 1971. [5]
- Consejero Privado del Reino Unido. His Majesty's Most Honourable Privy Council (PC) – 1968
- Medalla del Centenario. Centenary Medal (PC) – 1 de enero de 2001. [6]